# Negrulești
Negrulești – wieś w Rumunii, w okręgu Vâlcea, w gminie Bărbătești. W 2011 roku liczyła 529 mieszkańców.